# FabbricaPoggi
Fabbricapoggi è il risultato del progetto di recupero dell’ex sede dell’azienda Poggi, attiva nel secondo dopoguerra nel settore dell’arredamento e alla quale collaborarono alcune delle più importanti figure del design italiano di quei decenni, quali Franco Albini, Vico Magistretti, Renzo Piano, Afra e Tobia Scarpa, Marco Zanuso, per la creazione di un centro per il design, l’architettura e l’arte. FabbricaPoggi è inserita all'interno del circuito lombardo dei musei del design.

## Storia
Almeno dal 1890 la famiglia Poggi era proprietaria di un laboratorio di falegnameria a Pavia. Negli anni ’40 del Novecento, Carlo Poggi (1896-1949) ampliò la tradizionale attività familiare, trasformando l’opificio in una vera e propria azienda che, progressivamente, raggiunse le dimensioni di una vera e propria fabbrica. Gli eredi di Carlo, Ezio (1928-1962) e Roberto Poggi (1924-2020) ingrandirono l’impresa e, nel 1953, fecero realizzare il nuovo stabilimento, ora sede del museo e del centro per il design e l’arte, nella periferia nord-orientale di Pavia.
Sempre negli stessi i fratelli Poggi cominciarono a collaborare con le migliori firme del design italiano. Lunga fu collaborazione con Franco Albini, tanto che nella fabbrica pavese presero vita molti pezzi disegnati dall’Albini, quali la poltroncina PT1 Luisa, che fu premiata con il Compasso d’Oro nel 1955. Negli stessi anche Franca Helg iniziò a cooperare con i Poggi e, insieme ad Albini, progettarono per l’azienda pavese alcuni arredi entrati nella storia del design italiano, come il tavolo a cavalletto (TL2), il tavolino TN6 Cicognino (1953), la poltrona Tre Pezzi PL18-PL19 (1959), la libreria LB7 (1956), i mobili per ufficio TL22, SC23 e CM24 (1958).
Il continuo contatti con questi grandi esponenti del design, spinse i fratelli Poggi a dedicarsi alla progettazione di arredi, tanto che idearono la scrivania con struttura in profilati d’acciaio P4 (1958), il tavolo TL14 (1958), mentre già dal 1957 misero in produzione un avveniristico armadio componibile premiato con il Diploma della Medaglia d’argento alla XI Triennale di Milano.
La collaborazione con Albini e Helg proseguì anche negli anni ’60 del Novecento, quando i Poggi cominciarono astringere rapporti anche con Ugo La Pietra, Vico Magistretti, Afra e Tobia Scarpa, Marco Zanuso. Su progetto di Zanuso, l’azienda pavese realizzò mobili e oggetti dalle forti connotazioni espressive, come le lampade Globo Tissurato (1968) in metacrilato derivate dalle Strutturazioni Tessurali (1967) e la scultorea libreria Uno sull’Altro (1970). Mentre grazie a Vico Magistretti i Poggi misero a punto nuove tecnologie per la lavorazione del legno curvato, che permisero lo sviluppo delle sedie SD51 Golem (1968) e SD71 Barbettis (1981).
Per un breve periodo, Renzo Piano frequentò la fabbrica pavese tra il 1968 e il 1971, dove giunse tramite i contatti che egli intratteneva con Franco Albini e Marco Zanuso, ma tuttavia i suoi progetti di realizzare arredi basati su sistemi modulari non trovarono applicazione.
Accanto alla progettazione e alla produzione di arredi, i Poggi si specializzarono nell’allestimento di grandi eventi, come la Sezione Italiana all’interno della XV Triennale di Milano del 1973, progettata da Roberto Poggi. Tra il 1980 e il 2000 collaborarono con Roberto Poggi Marco Zanuso, Ugo La Pietra e Marco Comolli e l’azienda, che sempre partecipò alla Triennale di Milano, si specializzò nella progettazione di arredi in essenze pregiate, quali il mogano, il noce e il palissandro. Risale al 2001 l’ultimo arredo ideato da Roberto Poggi: il tavolo TL80.
Nel 2005, Roberto Poggi, ormai più che ottantenne, interrompe ogni tipo di produzione, anche se l’azienda cesserà di esistere solo nel 2010. Nel 2022, dopo lunghi interventi di restauro, la fabbrica è stata riaperta al pubblico e ospita una collezione permanente (all’interno della quale sono esporti tutti i pezzi realizzati dall’azienda), eventi nel campo del design, dell’architettura e dell’arte.

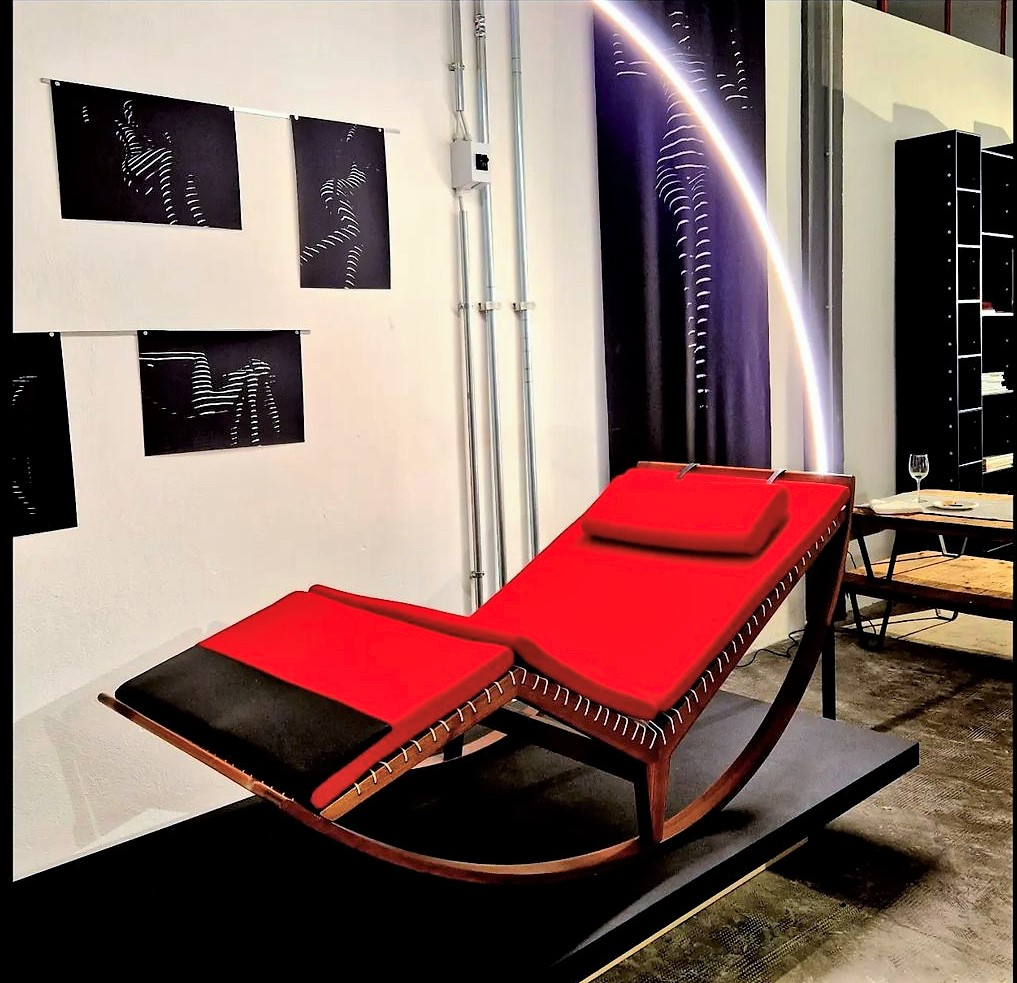
Franco Albini, poltrona PS16, 1959.
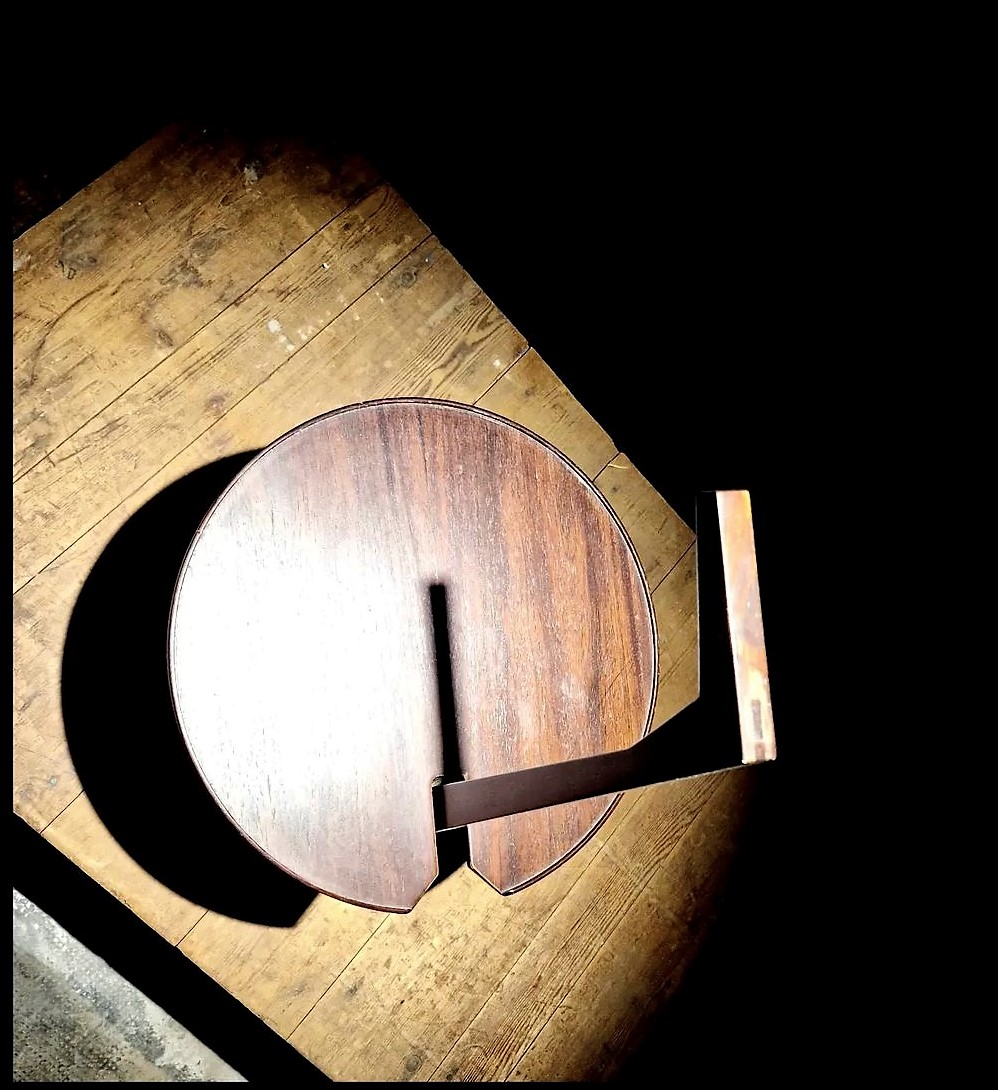
Franco Albini, tavolino TN6, 1953.
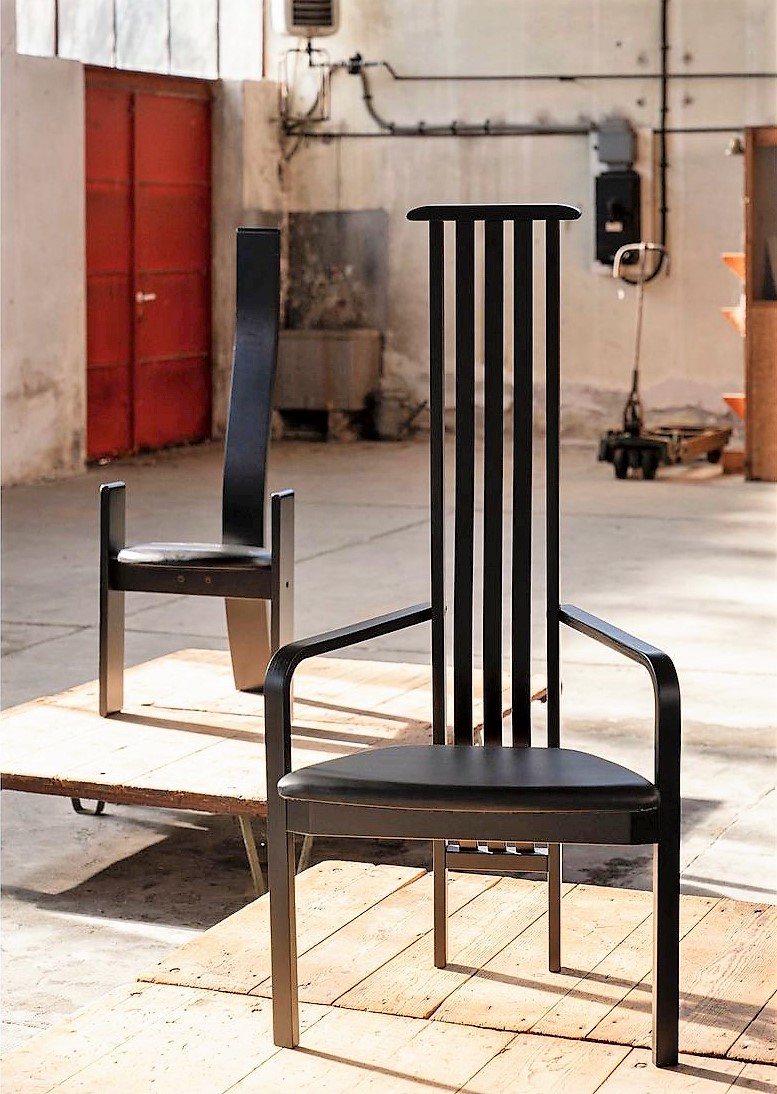
Vico Magistretti, sedia SD71 Barbettis, 1985.
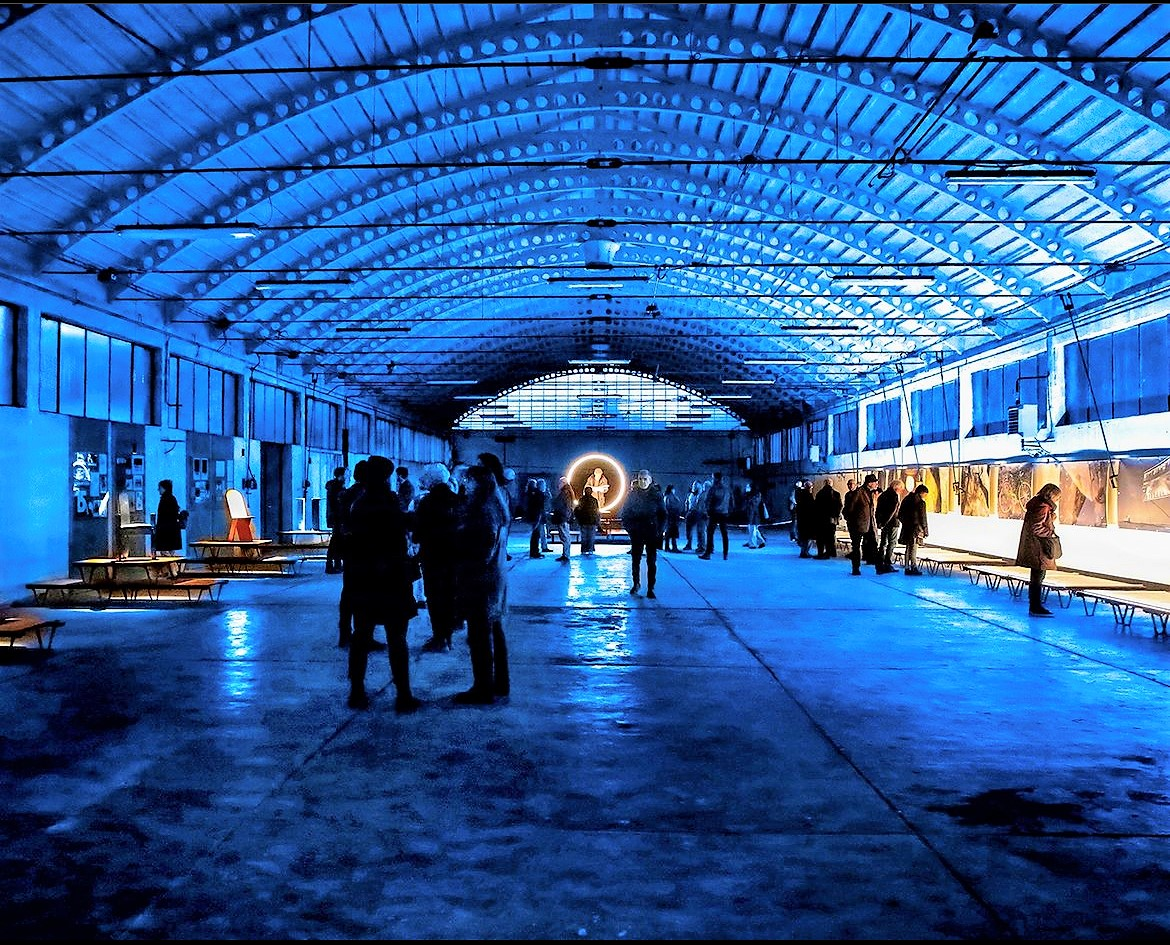
L'hangar.

## Descrizione
Lo spazio centrale dell’ex stabilimento è dedicato alla mostra permanente, dove sono esporti tutti i pezzi originali realizzati dall’azienda e anche molti prototipi progettati da Franco Albini, Franca Helg, Ugo La Pietra e Renzo Piano mai entrati in produzione. Accanto alla mostra permanente si trova l’archivio storico, che custodisce non solo i progetti di tutti i pezzi prodotti, ma anche schizzi, disegni e appunti di tutti i designer che hanno collaborato con i Poggi, oltre ai lucidi dei disegni esecuti 1:1 e l’archivio fotografico. La biblioteca raccoglie riviste di design e volumi di architettura che coprono il periodo 1950-2000. Altre ali dell’ex complesso aziendale ospitano spazi per mostre, esposizioni, seminari e shooting fotografici, tra i quali va segnalato il grande hangar dove avveniva la produzione degli arredi.